# Kollafjørður (Illes Fèroe)
Kollafjørður [ˈkɔtlaˌfjøːɹʊɹ] és un poble de l'illa de Streymoy. a les Illes Fèroe. Forma part del municipi de Tórshavn, capital de l'arxipèlag. L'1 de gener de 2021 tenia 818 habitants.

## Geografia
El poble es troba a 21.8 km per carretera al nord de Tórshavn. La seva urbanització s'estén 7 km al llarg de la riba nord del fiord de Kollafjørður. D'aquesta riba neix una vall estreta que s'enfila vers una regió accidentada amb camins per a fer senderisme. La vall de Kollafjørður mesura 8 quilòmetres i forma la part oriental de la vall de Kollfjardardalur, que travessa d'est a oest l'illa de Streymoy per aquesta zona.
Kollafjørður s'ha desenvolupat al llarg de la carretera principal amb algunes botigues. Aquesta carretera ressegueix la costa nord del fiord. El port de Kollafjørður es troba a 23 km al nord de Tórshavn, i ocupa un lloc geogràficament central a les illes Feroe. És el tercer port sota el control de l'Autoritat Portuària de Tórshavn.
A part de la indústria pesquera, al poble també hi ha un supermercat, cafeteries, un local de fusta i la fàbrica de finestres Atlanticpane.

## Història

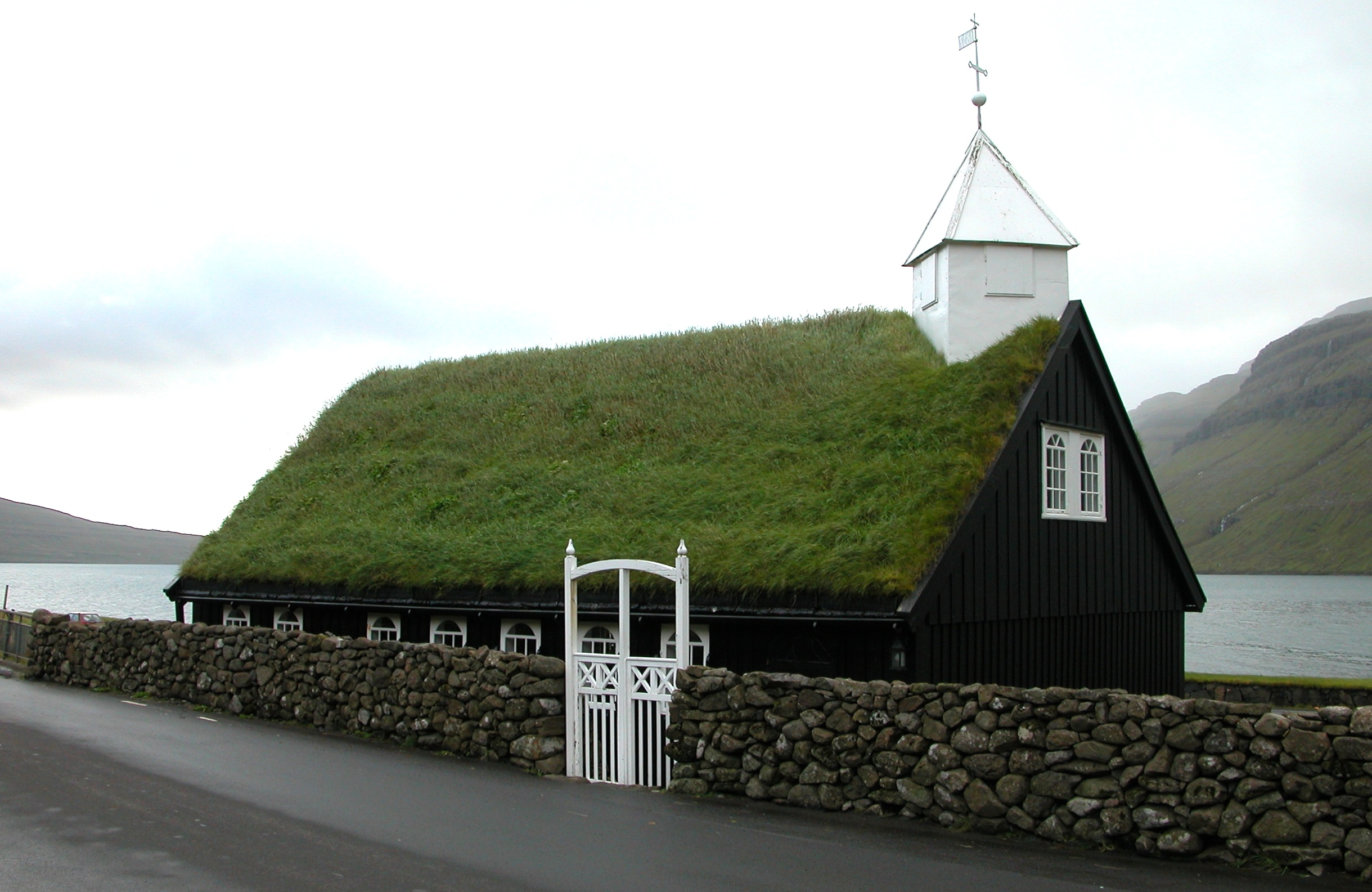
Església de Kollafjørður.

Kollafjørður surt per primer cop a les fonts en un document de 1584.
L'església del poble es troba al costat de la costa i és una típica església de fusta feroesa. Construïda el 1837, és un edifici de fusta tenyida de negre i amb la teulada de gespa. Les finestres estan pintades de blanc i té un petit campanar pintat de blanc a l'extrem occidental de la teulada. L'interior és tot de fusta sense vernissar. El petit vaixell que penja per sota la volta va ser donat com a tribut pels pares d'un jove de 25 anys que es va ofegar a la costa d'Islàndia.
El poble va formar un municipi propi que incloïa, a més, als pobles de Signabøur i Oyrareingir. El municipi va ser creat en 1913 i es va fusionar el 2001 amb el de Tórshavn, al que pertany actualment. En el moment de la seva desaparició, el municipi tenia 958 habitants.

## Cultura
Cada tres anys, a principis del mes de juliol, s'hi celebra el festival de música Sundslagsstevna. Jens Christian Djurhuus (1773-1853), que va escriure diverses balades basades en les sagues islandeses, vivia a Kollafjørður. Aquestes balades es continuen cantant avui, sobretot les d'Olaf Tryggvason o la batalla de Svolder i les balades de Sigmund i Leif.
El poeta Tummas Napoleon Djurhuus (1928-1971) era natural de Kollafjørður.